# Song Hwa-seon
Song Hwa-seon (kor. 송 화선; ur. 26 lutego 1968) – północnokoreańska łyżwiarka szybka.

## Kariera
Największy sukces w karierze Song Hwa-seon osiągnęła w 1984 roku, kiedy zdobyła brązowy medal w wieloboju podczas mistrzostw świata juniorów w Assen. W zawodach tych wyprzedziły ją jedynie Angela Stahnke z NRD i Galina Wojłosznikowa z ZSRR. W 1989 roku zajęła szóste miejsce na sprinterskich mistrzostw w Heerenveen. Jej najlepszym wynikiem było tam czwarte miejsce w drugim biegu na 1000 m. W 1988 roku wzięła udział w igrzyskach olimpijskich w Calgary, gdzie jej najlepszym wynikiem było dziewiąte miejsce na dystansie 1500 m. Na rozgrywanych cztery lata później igrzyskach w Albertville zajęła między innymi 25. miejsce w biegu na 500 m. Wielokrotnie startowała w zawodach Pucharu Świata, ale nigdy nie stanęła na podium. Najlepsze wyniki osiągnęła w sezonie 1988/1989, kiedy zajęła 21. miejsce w klasyfikacji końcowej 1000 m. W 1992 roku zakończyła karierę.